# محمدیه (کاشمر)
محمدیه نام روستایی از توابع بخش مرکزی شهرستان کاشمر در استان خراسان رضوی است. این روستا در دهستان پایین ولایت قرار دارد و برپایه سرشماری سال ۱۳۹۵ جمعیت آن ۱٬۳۰۹ نفر (۴۳۴ خانوار) است.